# Phanerosaurus naumanni
Phanerosaurus naumanni è un tetrapode estinto, appartenente ai diadectidi. Visse nel Permiano inferiore (circa 290 milioni di anni fa) e i suoi resti fossili sono stati ritrovati in Germania.

## Descrizione e classificazione
Questo animale è noto per alcuni fossili di vertebre sacrali e presacrali, ritrovate nella formazione Leukersdorf nei pressi di Zwickau in Germania e descritte per la prima volta nel 1860 da Hermann von Meyer. Come tutti i diadectidi, anche Phanerosaurus possedeva vertebre molto ampie; gli archi neurali erano molto alti e si estendevano oltre i centri vertebrali, grazie a zigapofisi prominenti che si proiettavano da entrambi i lati. Vi erano pochi caratteri distintivi nelle vertebre di Phanerosaurus che lo distinguevano dagli altri diadectidi; uno di questi erano le spine neurali molto corte. 
Un'altra specie originariamente attribuita a Phanerosaurus nel 1882 (P. pugnax) è stata in seguito ridescritta come appartenente a un nuovo genere, Stephanospondylus, nel 1905.